# 466 TCN
466 TCN là một năm trong lịch La Mã.